# Denton Koon
Denton Frazier Koon (Liberty, 23 maggio 1992) è un ex cestista statunitense.